# Krmítko

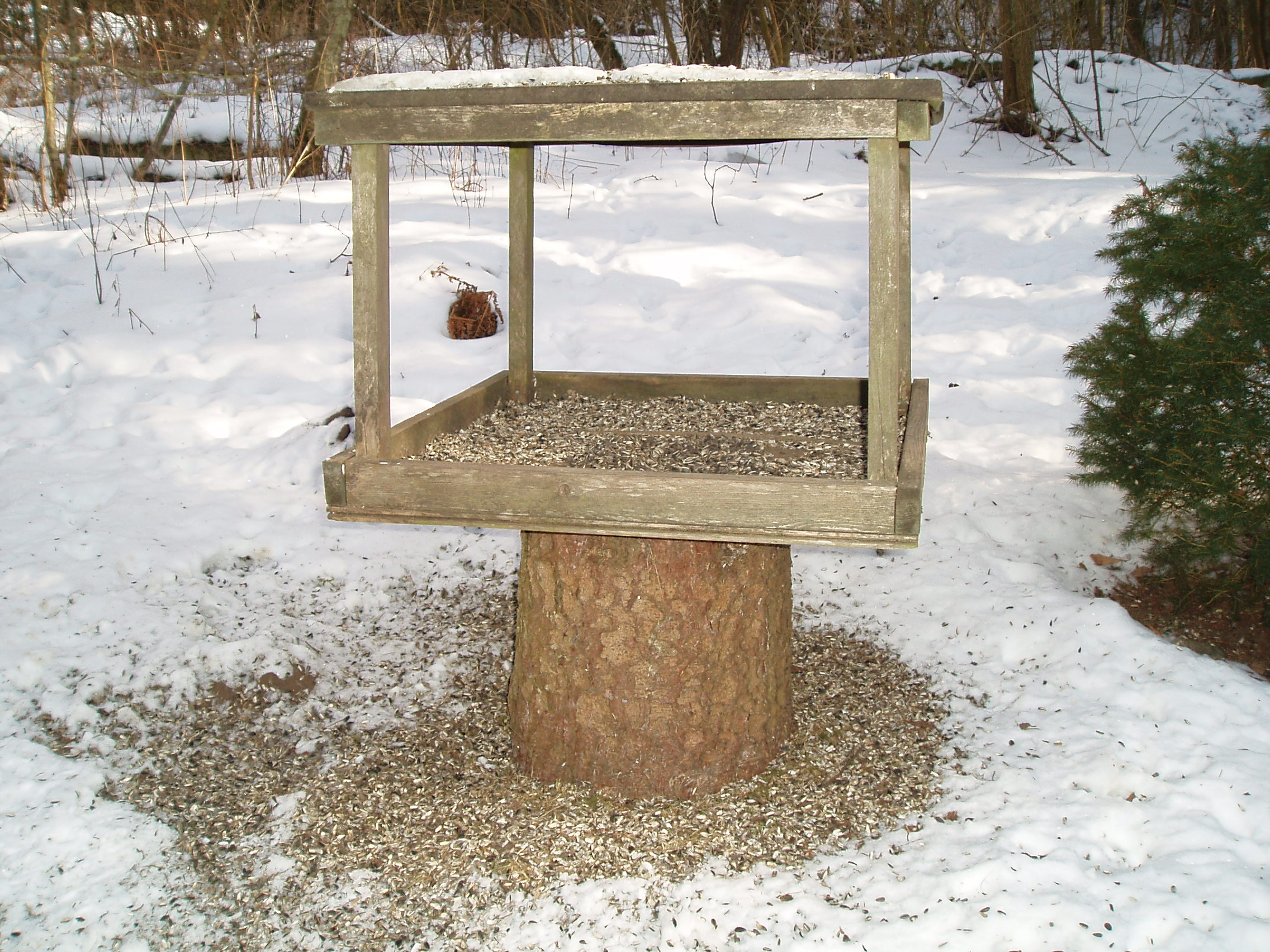
Ptačí krmítko

Krmítko pro ptáky je jakékoliv zařízení vhodné pro předkládání potravy pro ptáky.
Používá se pro přikrmování ptáků především v zimě za holomrazů nebo při sněhové pokrývce, kdy ptáci obtížně hledají potravu.

## Čím krmit?
Potrava vhodná do krmítek: slunečnicová semena, loupané ořechy, ovesné vločky, maso nakrájené na kousky, vnitřní sádlo, lůj.
Co je nevhodné: čerstvé pečivo, uzeniny, slané a plesnivé potraviny a další.
V únoru 2013 britští vědci publikovali studii, z níž vyplývá, že zimní přikrmování tukem negativně ovlivňuje snůšku vajec u sýkor modřinek v následujícím hnízdním období.

## Ptáci u krmítek
Krmítka v oblasti České republiky navštěvují především sýkory (modřinka, koňadra, babka, uhelníček i parukářka), pěnkavovití čížek lesní, stehlík obecný, hýl obecný a samozřejmě pěnkava obecná, z dalších druhů potom zvonek zelený, brhlík lesní, dlask tlustozobý, mlynařík dlouhoocasý. Krmítko mohou navštívit i větší ptáci, například sojka obecná nebo strnad obecný.
Na jablka a hrušky je možné nalákat kosa černého nebo drozda kvíčalu. Sady a zahrady s nesklizeným ovocem často obsazují brkoslavové severní.
Nežádoucí je přítomnost holubovitých ptáků: hrdličky zahradní, holuba hřivnáče a zdivočelého holuba domácího, kteří mohou šířit různá onemocnění včetně trichomonózy.
Krmítka nemusí sloužit jen ptákům. Na ořechy, neloupané arašídy nebo suché plody lze přilákat také veverky obecné.

## Zdraví a jeho ochrana
Prostřednictvím krmítek se může přenášet řada nemocí. Například zvonci jsou velmi náchylní na onemocnění způsobené bakteriemi Trichomonas gallinae. Při onemocnění je blokován trávicí systém a postižení zvonci tak nemohou polykat potravu, jsou načepýření a letargičtí. Dalšími příznaky nemoci jsou zrychlené dýchání a zvracení. Nemoc se přenáší hlavně ve znečištěných a vlhkých krmítkách, proto je doporučeno je občas dezinfikovat a následně opláchnout horkou vodou. V případě zjištění nákazy je nutné na několik týdnů přerušit krmení a krmítka vyčistit. Onemocnění není přenosné na člověka, čištění lze tedy provádět bez obav o vlastní zdraví.

## Galerie

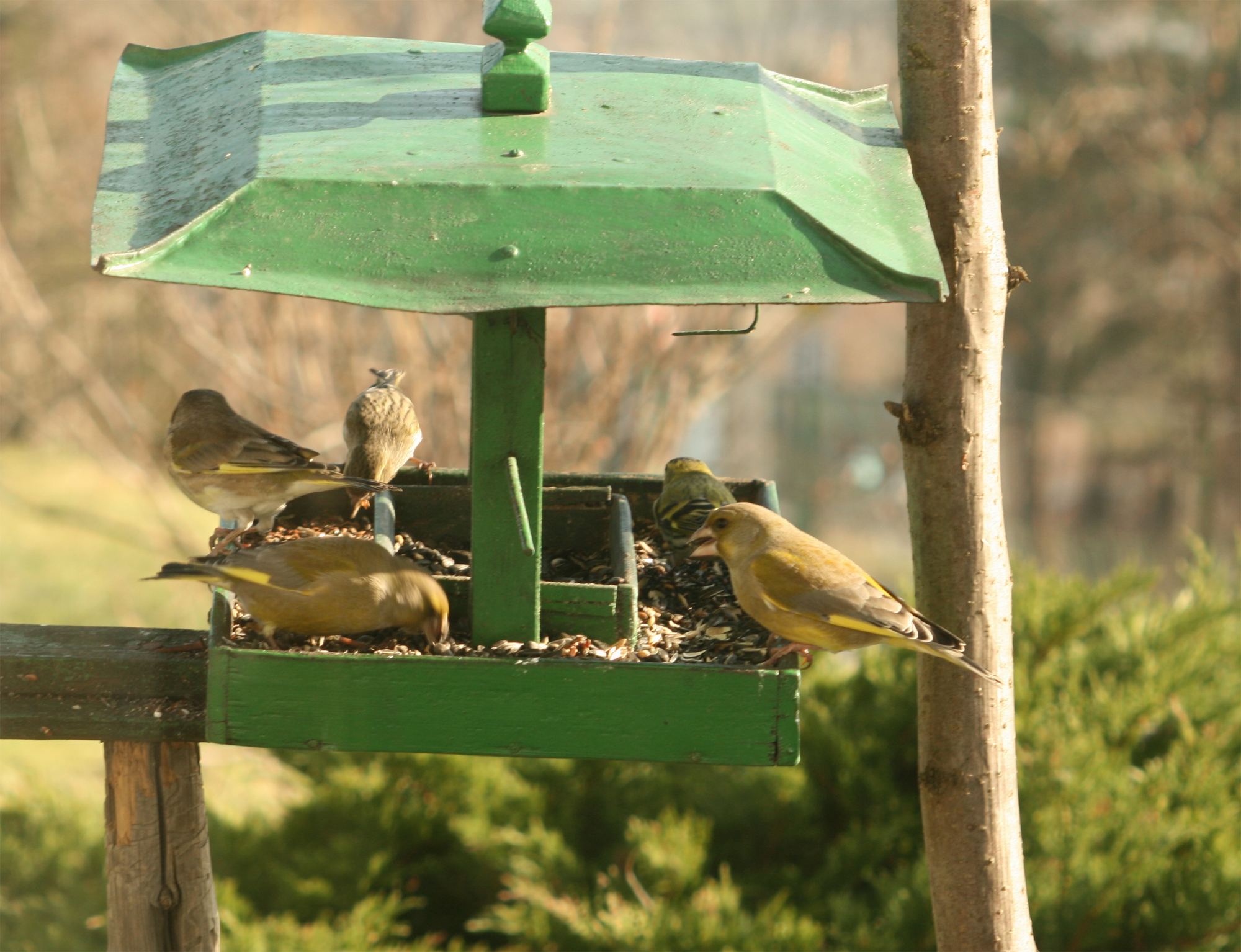
Zvonek zelený, Jaroměř, východní Čechy
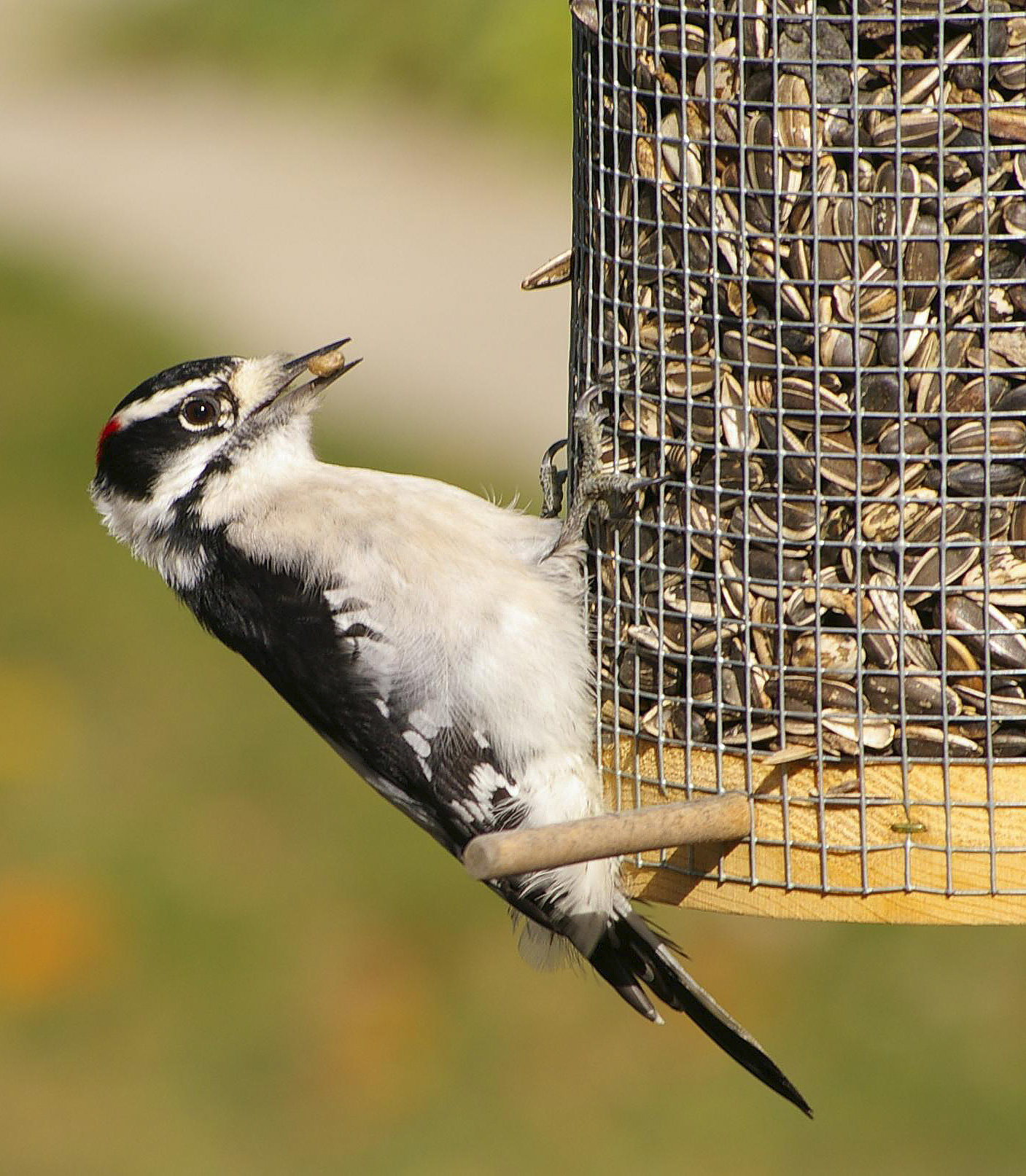
Strakapoud osikový
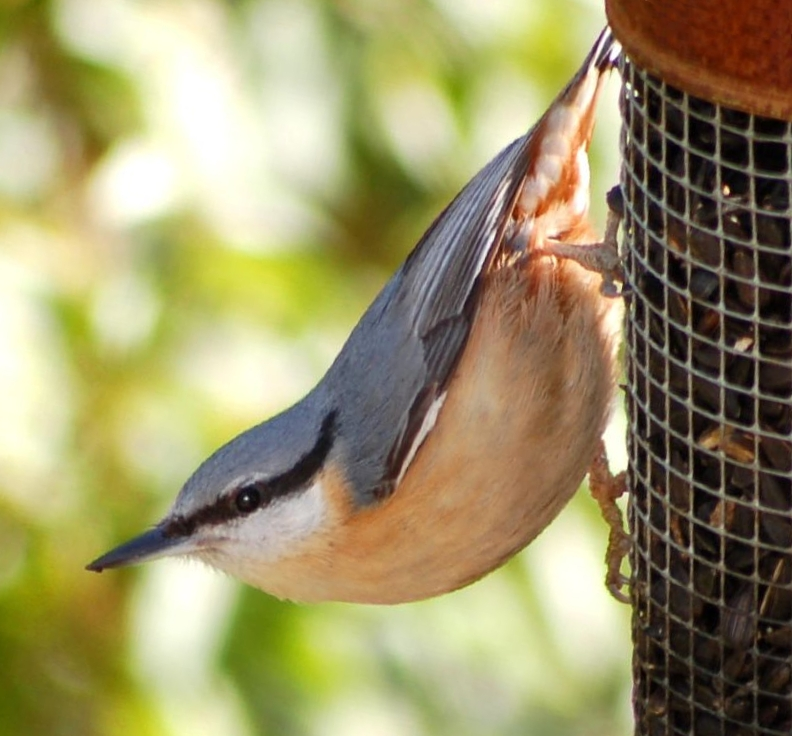
Brhlík lesní
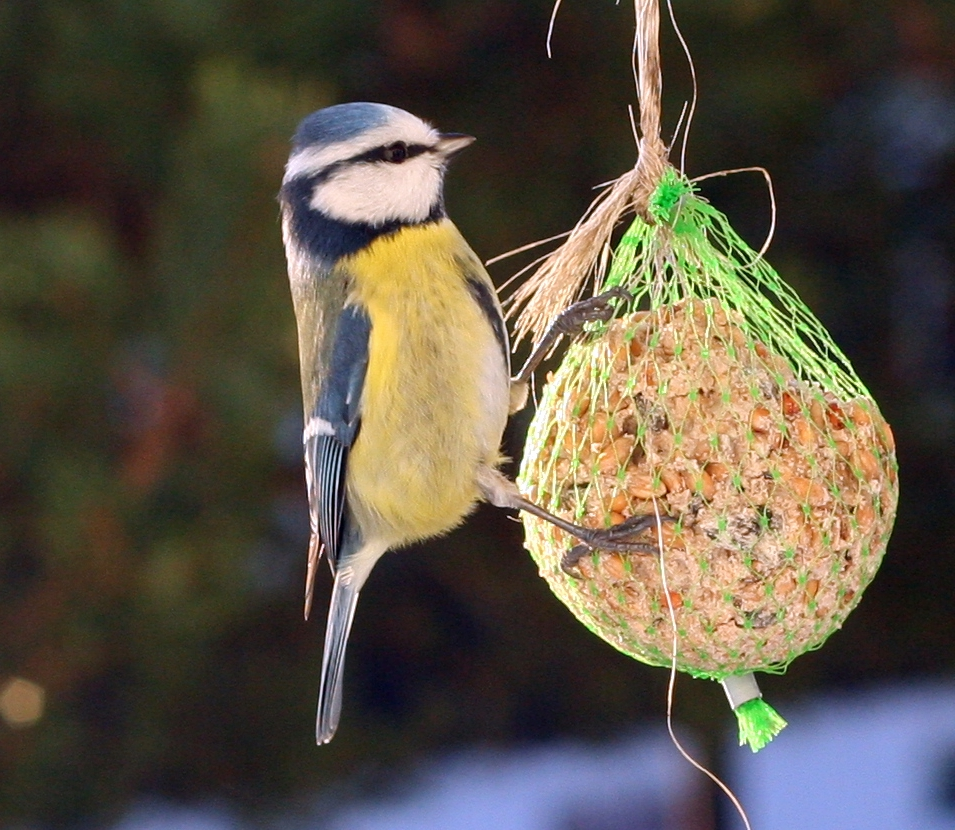
Sýkora modřinka
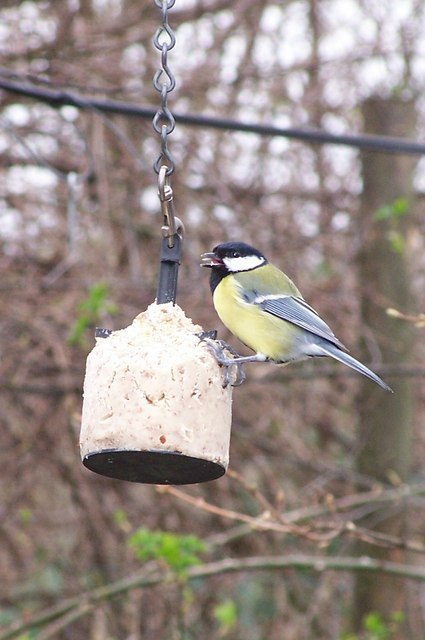
Sýkora koňadra
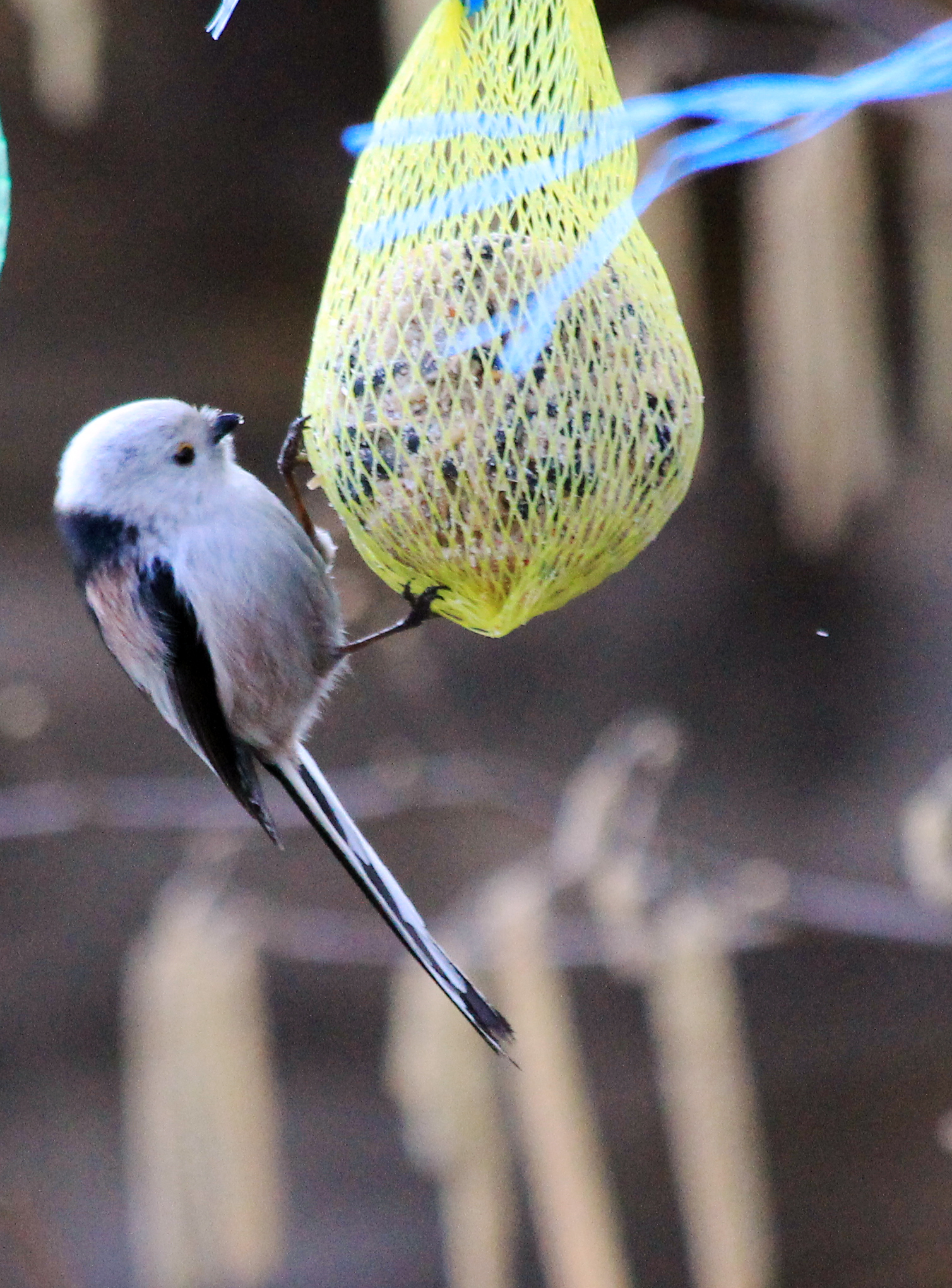
Mlynařík dlouhoocasý
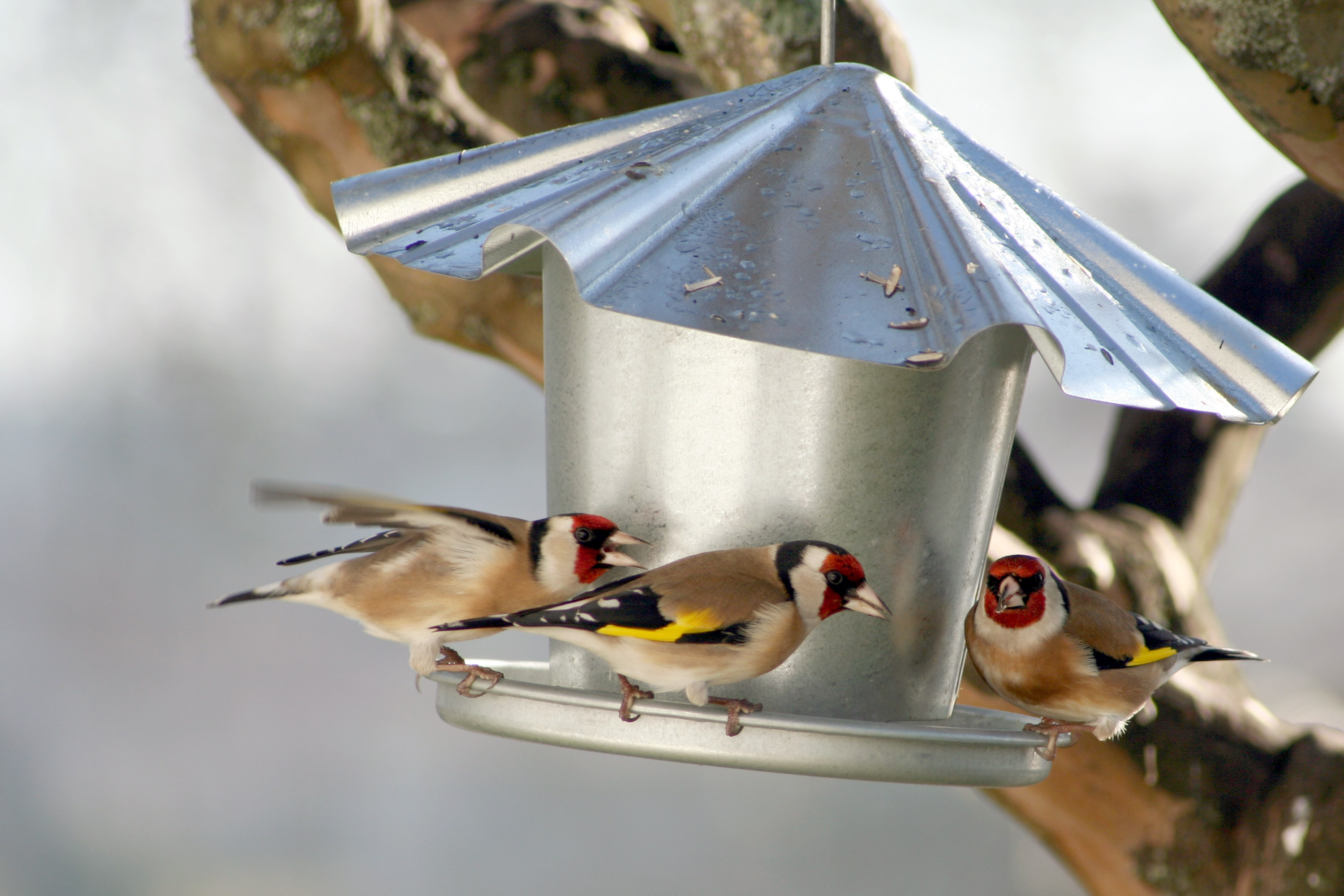
Stehlík obecný (Carduelis carduelis)
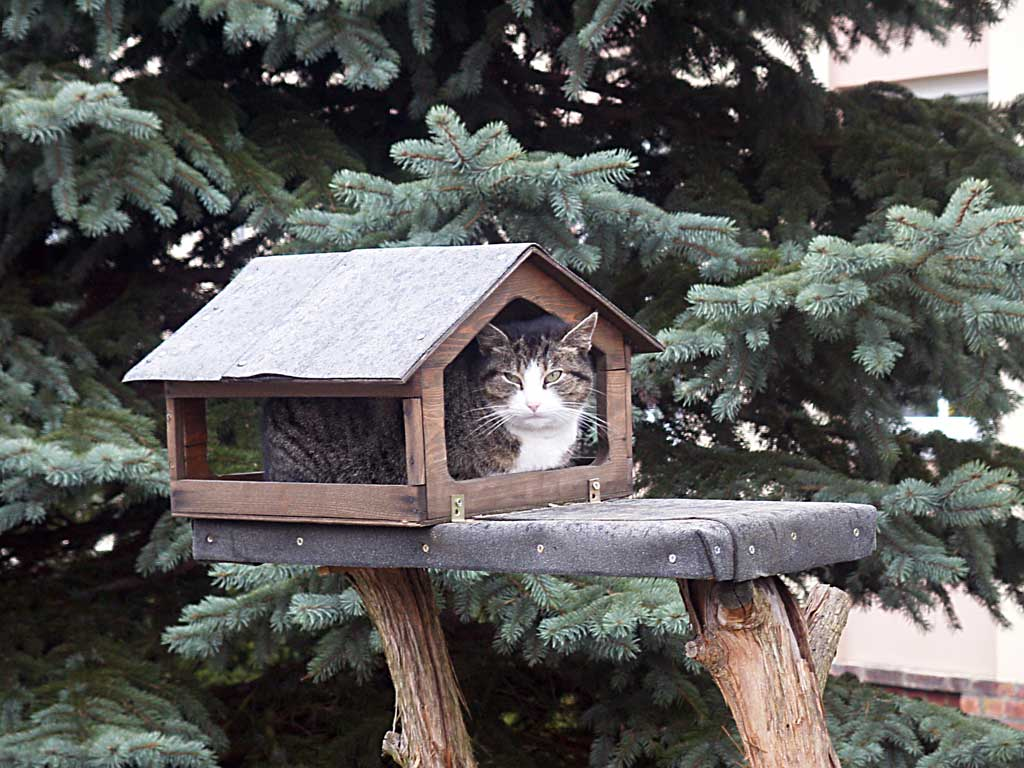
Příklad nesprávně umístěného krmítka, kam může kočka domácí
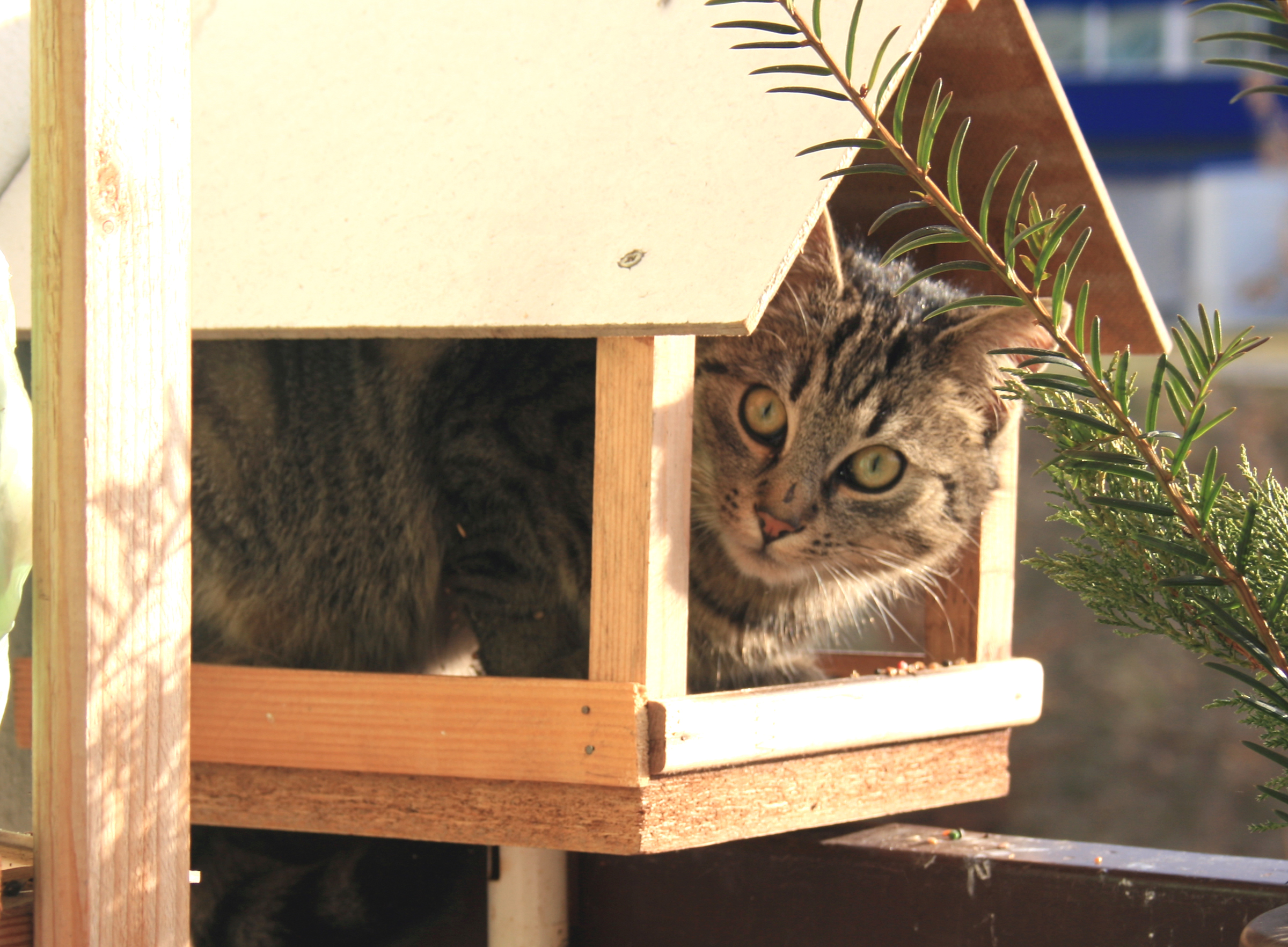
Příklad nesprávně umístěného krmítka, kam může kočka domácí